# 浅井重政
浅井 重政（あざい/あさい しげまさ、応永30年（1423年） - 長享3年/延徳元年（1489年））は、室町時代から戦国時代初期にかけての武士。浅井氏初代当主。
浅井氏の祖で子に忠政、直種がいる。浅井氏は始祖を正親町三条公綱（公家の嵯峨家）の落胤とする家系伝承を持つ。
室町幕府第8代将軍・足利義政とは義従兄弟にあたる。